# 삼지재
삼지재(三芝齋)는 대한민국 전라남도 화순군 도곡면에 있다. 2003년 12월 2일 화순군의 향토문화유산 제15호로 지정되었다.

## 개요
도곡면 茅山里 後麓에 있다. 원래는 萬石菴이었으나 乾芝, 坤芝, 滿芝의 三山의 이름을 취하여 命名하였다 한다. 學圃 梁彭孫의 7代孫인 景夏·錫夏·翊夏·紅夏·宅夏·復夏·泰夏 등이 英才育成의 目的으로 三芝齋書契를 창설하여 月谷義塾을 개설한 바 즉 현재 도곡중앙국민학교의 전신이다.

## 같이 보기
- 도곡중앙초등학교